# Banque cantonale des Grisons
Pour les articles homonymes, voir GKB.
La Banque cantonale des Grisons (en allemand, Graubündner Kantonalbank ou GKB) est une banque cantonale suisse dont le siège social est à Coire.

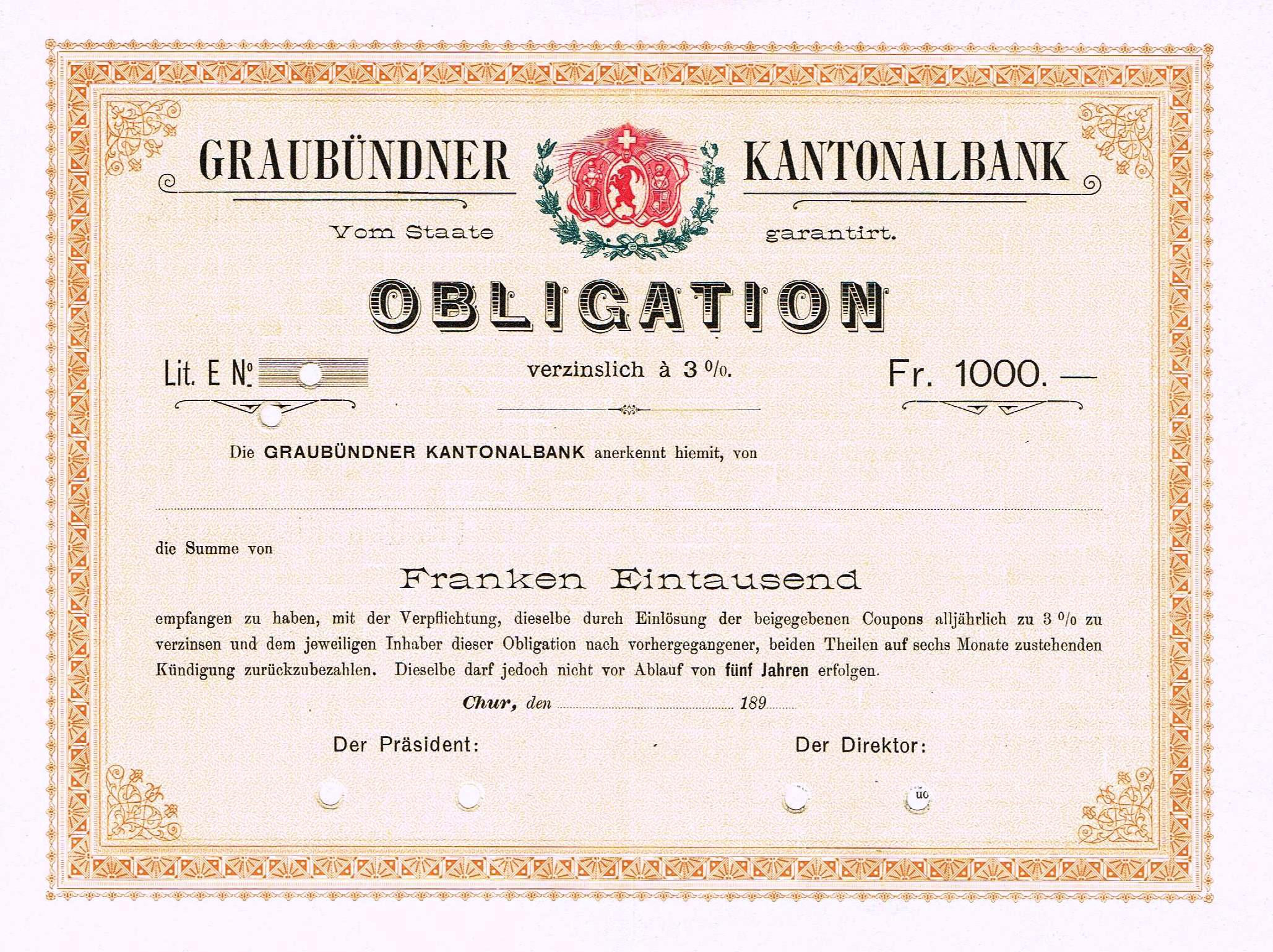
Blanc-seing obligation de la Banque cantonale des Grisons.